# Lliga alemanya de futbol 2017-18
La Fußball-Bundesliga 2017-18 va ser la 55a edició de La lliga alemanya de futbol, la competició futbolística més important del país.

## Classificació
| Pos | Equip                    | PJ | PG | PE | PP | GF | GC | DG  | Pts | Classificació o descens                                    |
| --- | ------------------------ | -- | -- | -- | -- | -- | -- | --- | --- | ---------------------------------------------------------- |
| 1   | Bayern Munich (C)        | 34 | 27 | 3  | 4  | 92 | 28 | +64 | 84  | Classificació per la Fase de Grups de la Lliga de Campions |
| 2   | Schalke 04               | 34 | 18 | 9  | 7  | 53 | 37 | +16 | 63  | Classificació per la Fase de Grups de la Lliga de Campions |
| 3   | 1899 Hoffenheim          | 34 | 15 | 10 | 9  | 66 | 48 | +18 | 55  | Classificació per la Fase de Grups de la Lliga de Campions |
| 4   | Borussia Dortmund        | 34 | 15 | 10 | 9  | 64 | 47 | +17 | 55  | Classificació per la Fase de Grups de la Lliga de Campions |
| 5   | Bayer Leverkusen         | 34 | 15 | 10 | 9  | 58 | 44 | +14 | 55  | Classificació per la Fase de Grups de la Lliga Europa      |
| 6   | RB Leipzig               | 34 | 15 | 8  | 11 | 57 | 53 | +4  | 53  | Classificació per la Segona ronda de la Lliga Europa       |
| 7   | VfB Stuttgart            | 34 | 15 | 6  | 13 | 36 | 36 | 0   | 51  |                                                            |
| 8   | Eintracht Frankfurt      | 34 | 14 | 7  | 13 | 45 | 45 | 0   | 49  | Classificació per la Fase de Grups de la Lliga Europa      |
| 9   | Borussia Mönchengladbach | 34 | 13 | 8  | 13 | 47 | 52 | −5  | 47  |                                                            |
| 10  | Hertha BSC               | 34 | 10 | 13 | 11 | 43 | 46 | −3  | 43  |                                                            |
| 11  | Werder Bremen            | 34 | 10 | 12 | 12 | 37 | 40 | −3  | 42  |                                                            |
| 12  | FC Augsburg              | 34 | 10 | 11 | 13 | 43 | 46 | −3  | 41  |                                                            |
| 13  | Hannover 96              | 34 | 10 | 9  | 15 | 44 | 54 | −10 | 39  |                                                            |
| 14  | Mainz 05                 | 34 | 9  | 9  | 16 | 38 | 52 | −14 | 36  |                                                            |
| 15  | SC Freiburg              | 34 | 8  | 12 | 14 | 32 | 56 | −24 | 36  |                                                            |
| 16  | VfL Wolfsburg (O)        | 34 | 6  | 15 | 13 | 36 | 48 | −12 | 33  | Play-off per la permanència                                |
| 17  | Hamburger SV (R)         | 34 | 8  | 7  | 19 | 29 | 53 | −24 | 31  | Descens a la 2. Bundesliga                                 |
| 18  | 1. FC Köln (R)           | 34 | 5  | 7  | 22 | 35 | 70 | −35 | 22  | Descens a la 2. Bundesliga                                 |

1. ↑  L'Eintracht Frankfurt es va classificar per la Lliga Europa després de guanyar la Copa alemanya de futbol 2017-18.

## Resultats
| Casa \ Fora              | AUG | BSC | BRE | DOR | FRA | FRE | HAM | HAN | HOF | KÖL | LEI | LEV | MAI | MÖN | MUN | SCH | STU | WOL |
| ------------------------ | --- | --- | --- | --- | --- | --- | --- | --- | --- | --- | --- | --- | --- | --- | --- | --- | --- | --- |
| FC Augsburg              | —   | 1–1 | 1–3 | 1–2 | 3–0 | 3–3 | 1–0 | 1–2 | 0–2 | 3–0 | 1–0 | 1–1 | 2–0 | 2–2 | 1–4 | 1–2 | 0–1 | 2–1 |
| Hertha BSC               | 2–2 | —   | 1–1 | 1–1 | 1–2 | 0–0 | 2–1 | 3–1 | 1–1 | 2–1 | 2–6 | 2–1 | 0–2 | 2–4 | 2–2 | 0–2 | 2–0 | 0–0 |
| Werder Bremen            | 0–3 | 0–0 | —   | 1–1 | 2–1 | 0–0 | 1–0 | 4–0 | 1–1 | 3–1 | 1–1 | 0–0 | 2–2 | 0–2 | 0–2 | 1–2 | 1–0 | 3–1 |
| Borussia Dortmund        | 1–1 | 2–0 | 1–2 | —   | 3–2 | 2–2 | 2–0 | 1–0 | 2–1 | 5–0 | 2–3 | 4–0 | 1–2 | 6–1 | 1–3 | 4–4 | 3–0 | 0–0 |
| Eintracht Frankfurt      | 1–2 | 0–3 | 2–1 | 2–2 | —   | 1–1 | 3–0 | 1–0 | 1–1 | 4–2 | 2–1 | 0–1 | 3–0 | 2–0 | 0–1 | 2–2 | 2–1 | 0–1 |
| SC Freiburg              | 2–0 | 1–1 | 1–0 | 0–0 | 0–0 | —   | 0–0 | 1–1 | 3–2 | 3–2 | 2–1 | 0–0 | 2–1 | 1–0 | 0–4 | 0–1 | 1–2 | 0–2 |
| Hamburger SV             | 1–0 | 1–2 | 0–0 | 0–3 | 1–2 | 1–0 | —   | 1–1 | 3–0 | 0–2 | 0–2 | 1–2 | 0–0 | 2–1 | 0–1 | 3–2 | 3–1 | 0–0 |
| Hannover 96              | 1–3 | 3–1 | 2–1 | 4–2 | 1–2 | 2–1 | 2–0 | —   | 2–0 | 0–0 | 2–3 | 4–4 | 3–2 | 0–1 | 0–3 | 1–0 | 1–1 | 0–1 |
| 1899 Hoffenheim          | 2–2 | 1–1 | 1–0 | 3–1 | 1–1 | 1–1 | 2–0 | 3–1 | —   | 6–0 | 4–0 | 1–4 | 4–2 | 1–3 | 2–0 | 2–0 | 1–0 | 3–0 |
| 1. FC Köln               | 1–1 | 0–2 | 0–0 | 2–3 | 0–1 | 3–4 | 1–3 | 1–1 | 0–3 | —   | 1–2 | 2–0 | 1–1 | 2–1 | 1–3 | 2–2 | 2–3 | 1–0 |
| RB Leipzig               | 2–0 | 2–3 | 2–0 | 1–1 | 2–1 | 4–1 | 1–1 | 2–1 | 2–5 | 1–2 | —   | 1–4 | 2–2 | 2–2 | 2–1 | 3–1 | 1–0 | 4–1 |
| Bayer Leverkusen         | 0–0 | 0–2 | 1–0 | 1–1 | 4–1 | 4–0 | 3–0 | 3–2 | 2–2 | 2–1 | 2–2 | —   | 2–0 | 2–0 | 1–3 | 0–2 | 0–1 | 2–2 |
| Mainz 05                 | 1–3 | 1–0 | 1–2 | 0–2 | 1–1 | 2–0 | 3–2 | 0–1 | 2–3 | 1–0 | 3–0 | 3–1 | —   | 0–0 | 0–2 | 0–1 | 3–2 | 1–1 |
| Borussia Mönchengladbach | 2–0 | 2–1 | 2–2 | 0–1 | 0–1 | 3–1 | 3–1 | 2–1 | 3–3 | 1–0 | 0–1 | 1–5 | 1–1 | —   | 2–1 | 1–1 | 2–0 | 3–0 |
| FC Bayern de Múnic       | 3–0 | 0–0 | 4–2 | 6–0 | 4–1 | 5–0 | 6–0 | 3–1 | 5–2 | 1–0 | 2–0 | 3–1 | 4–0 | 5–1 | —   | 2–1 | 1–4 | 2–2 |
| FC Schalke 04            | 3–2 | 1–0 | 1–2 | 2–0 | 1–0 | 2–0 | 2–0 | 1–1 | 2–1 | 2–2 | 2–0 | 1–1 | 2–0 | 1–1 | 0–3 | —   | 3–1 | 1–1 |
| VfB Stuttgart            | 0–0 | 1–0 | 2–0 | 2–1 | 1–0 | 3–0 | 1–1 | 1–1 | 2–0 | 2–1 | 0–0 | 0–2 | 1–0 | 1–0 | 0–1 | 0–2 | —   | 1–0 |
| VfL Wolfsburg            | 0–0 | 3–3 | 1–1 | 0–3 | 1–3 | 3–1 | 1–3 | 1–1 | 1–1 | 4–1 | 1–1 | 1–2 | 1–1 | 3–0 | 1–2 | 0–1 | 1–1 | —   |

## Play-off
| Equip de la 1.Bundesliga | Global | Equip de la 2.Bundesliga | Anada | Tornada |
| ------------------------ | ------ | ------------------------ | ----- | ------- |
| VfL Wolfsburg            | 4–1    | Holstein Kiel            | 3–1   | 1–0     |

### Anada
| VfL Wolfsburg                       | 3–1     | Holstein Kiel |
| ----------------------------------- | ------- | ------------- |
| Origi 13' · Brekalo 40' · Mallı 56' | Informe | Schindler 34' |

### Tornada
| Holstein Kiel | 0–1     | VfL Wolfsburg |
| ------------- | ------- | ------------- |
|               | Informe | Knoche 75'    |